# Foued Kadir
Foued Kadir (Martigues, Francia, 5 de diciembre de 1983) es un futbolista franco argelino, nacido en francés. Se desempeña como centrocampista en el Football Club de Martigues.

## Comienzos
Kadir comenzó a entrenarse en el equipo de su ciudad, el FC Martigues, hasta los 18 años cuando se marcha al filial del Troyes.
A finales de 2004 se marcha al AS Cannes donde permanece durante dos años y medio.

## Amiens SC
En 2007 se une al Amiens SC con el que baja a la Ligue 2.
El 24 de agosto jugó su primer partido en la ligue 2 contra la EA Guingamp. Marcó su primer gol en los dieciseisavos de final de la Copa de la Liga al Estrasburgo. 
Permaneció dos temporadas.

## Valenciennes FC
En 2009 ficha por Valenciennes y debuta en la Liga 1 en un partido contra el Toulouse a las órdenes de Philippe Montanier y anotó su primer gol el 28 de abril de 2010 contra el Girondins de Burdeos. Durante esa temporada se convierte en titular indiscutible y es preseleccionado en la lista de 30 argelinos para el mundial de Sudáfrica de 2010, siendo seleccionado más tarde en la lista definitiva. 
Después del mundial es seguido por varios clubes como el 
Stade Rennais o AS Saint-Etienne entre ellos, pero finalmente renueva con el Valenciennes hasta 2013.
En la segunda jornada de la temporada 2010-11, Kadir se lesiona el ligamento cruzado y esta de baja durante 6 meses.
En la temporada 2012-13 anota 6 goles y 4 asistencias en 18 partidos, logrando su mejor comienzo de temporada en toda su carrera.

## Olympique de Marsella
El 2 de enero de 2013 ficha por el Olympique de Marsella y se compromete 3 temporadas con opción a una cuarta, su traspaso se cierra en 500.000 euros. 

## Stade Rennais
Jugó media temporada en Marsella cuando el 31 de agosto de 2013 es cedido al Stade Rennais debutando en la 5.ª Jornada contra el Olympique de Lyon.

## Real Betis Balompié
Casi a finales del mercado veraniego de 2014, llegó en calidad de cedido al Real Betis Balompié que había descendido a la Liga Adelante y que tenía como objetivo prioritario volver a la liga BBVA. El contrato incluía una opción de compra obligatoria en caso de ascenso. A falta de dos jornadas para terminar esa temporada, el Betis había conseguido el ascenso a la primera división, por lo que se hizo efectiva la cláusula y el jugador pasó a ser propiedad. En junio de 2015, la dirección del equipo le comunicó que no se contaba con él, por lo que debía buscarse equipo. No obstante, permaneció en el club y jugó varios partidos esa temporada, a partir de la entrada como entrenador Juan Merino.

## Selección nacional
Kadir se estrenó durante los 3 partidos de la fase de grupos del mundial de Sudáfrica 2010, contra Eslovenia, Inglaterra y Estados Unidos, firmando una gran actuación.
Marcó su primer gol el 9 de octubre de 2011 frente a Gambia, siendo este, el gol más rápido de la historia de la selección argelina.

## Clubes
| Club                          | País    | Año               | Partidos | Goles |
| AS Cannes                     | Francia | 2004 - 2007       | 79       | 9     |
| Amiens SC                     | Francia | 2007 - 2009       | 67       | 6     |
| Valenciennes FC               | Francia | 2009 - 2013       | 64       | 9     |
| Olympique de Marsella         | Francia | 2013              | 16       | 0     |
| Stade Rennais (cesión)        | Francia | 2013 - 2014       | 32       | 7     |
| Real Betis Balompié (cesión)  | España  | 2014 - 2015       | 23       | 1     |
| Real Betis Balompié           | España  | 2015 - 2016       | 0        | 0     |
| Getafe Club de Fútbol         | España  | 2016 - 2017       | 0        | 0     |
| Agrupación Deportiva Alcorcón | España  | 2017 - 2018       | 0        | 0     |
| Football Club de Martigues    | Francia | 2018 - Actualidad | 0        | 0     |

- Datos: Q116997
- Multimedia: Foued Kadir / Q116997